# النخبة الساحلية: كوميديا في زمن الجائحة
Coastal Elites هو فيلم كوميدي تلفزيوني أمريكي من إنتاج عام 2020 من إخراج جاي روش وكتابة بول رودنيك. يشارك في الفيلم بيتي ميدلر، سارة بولسون، كايتلين ديفر، دان ليفي وإيسا راي في أدوار خمسة أشخاص يعيشون في نيويورك أو لوس أنجلوس ويتعاملون مع جائحة كوفيد-19. تم عرضه لأول مرة على قناة HBO في 12 سبتمبر 2020.  تلقى الفيلم آراء متباينة من النقاد.

## الطاقم
- بيت ميدلر في دور ميريام نيسلر
- كايتلين ديفر في دور شارين تاروز
- دان ليفي في دور مارك هيستيرمان
- سارة بولسون في دور كلاريسا مونتغمري
- عيسى راي في دور كالي جوزيفسون

## الإنتاج
في يونيو 2020، تم الإعلان عن انضمام بيتي ميدلر، سارة بولسون، كايتلين ديفر، دان ليفي وإيسا راي إلى طاقم الفيلم، مع جاي روش كإخراج من سيناريو كتبه بول رودنيك. تم تصوير المشروع عن بُعد.. 

## الاستقبال
على موقع تجميع المراجعات Rotten Tomatoes، يحمل الفيلم نسبة تأييد تبلغ 52% استنادًا إلى 21 مراجعة، مع تصنيف متوسط يبلغ 5.7/10. نص الإجماع النقدي على الموقع يقرأ: "الطاقم المميز يمنح Coastal Elites نبضًا حيويًا، لكن الخطابات المتكررة والصيغة المتكلفة تؤدي إلى وعظ مكرر للمجموعة المتفق عليها." منح موقع Metacritic الفيلم درجة متوسطة مرجحة تبلغ 58 من 100، استنادًا إلى 18 ناقدًا، مما يشير إلى "مراجعات مختلطة أو متوسطة". 

## الروابط الخارجية
- النخبة الساحلية: كوميديا في زمن الجائحة  في قاعدة بيانات الأفلام على الإنترنت (بالإنجليزية)